# Oranjeboom (bier)
Oranjeboom is een Nederlands biermerk, vooral bekend van zijn pilsbier.
Het merk komt oorspronkelijk uit Rotterdam. De brouwerij in kwestie stond aan de Coolvest, maar werd in 1884 verplaatst naar de Nassaukade. Later werd het bier ook in Breda gebrouwen. Sinds de overname van United Dutch Breweries in 2024 is het merk Oranjeboom eigendom van Brouwerij Martens. De brouwerijen in Rotterdam en Breda zijn gesloten.

## Geschiedenis
De geschiedenis van de brouwerij gaat terug tot 1671. Met het samenvoegen van de Brouwerij De Dissel, die lag aan de Coolvest, vlak bij de Delftse Poort en de Brouwerij D'Orangienboom, die het jaar ervoor was opgericht in Rotterdam, wordt De Dissel in 1682 omgedoopt naar d'Orangienboom. Er volgde een groot aantal wisselingen van eigenaren in de jaren daarna.
Bij de verkoop in 1742 was de naam den Oranjeboom. Deze Rotterdamse brouwerij werd pas Bredaas toen in 1968 de brouwerij Drie Hoefijzers uit Breda samenging met Oranjeboom. De Drie Hoefijzers werd opgericht in 1538 als Den Boom. In 1628 werd de brouwerij hernoemd naar De Drie Hoefijzers, een vernoeming naar de tegenover gelegen smidse De Drij Hoefijssers. In 1885 werd de nieuwe brouwerij d'Oranjeboom in Rotterdam in gebruik genomen aan de Oranjeboomstraat. De BV van de in 1968 samengevoegde brouwerij kreeg de naam Oranjeboom Bierbrouwerij B.V. en viel onder de Nederlandse tak van het Britse Allied Breweries onder de naam Verenigde Bierbrouwerijen Breda-Rotterdam B.V.
In 1973 werd de naam gewijzigd in Skol Brouwerijen N.V. en verdween het merk Oranjeboom om plaats te maken voor Skol, maar toen dit merk geen succes bleek te zijn werd begin jaren 80 van de twintigste eeuw de naam Oranjeboom hersteld. De brouwerij in Rotterdam werd gesloten in 1990, de productie vond vanaf toen alleen nog in Breda plaats. Op 5 april 1993 werd naam van de Verenigde Bierbrouwerijen Breda-Rotterdam B.V. veranderd in de Oranjeboom Bierbrouwerij B.V. Op 6 februari 1995 nam het Belgische concern Interbrew de B.V. over van Allied Domecq. Op 29 mei 2004 werd de brouwerij van Oranjeboom in Breda gesloten. In 2007 werd het merk in een managementbuy-out meeverkocht aan United Dutch Breweries BV. Met uitzondering van de Benelux zijn zij nu eigenaar van het merk Oranjeboom.
In Breda stond ook het bedrijfsmuseum Het Fust, dat de geschiedenis vertelde van de brouwerij. Het was oorspronkelijk opgezet als museum van De Drie Hoefijzers, maar na het samengaan met Oranjeboom kwam ook het Rotterdamse verhaal erbij. In 1996 werd het museum heringericht en kreeg het de naam Het Fust. Met het sluiten van de brouwerij in 2004 en het slopen van het complex werd ook het museum opgeheven.

## B-merken
Oranjeboom produceerde een groot aantal B-merken als Jaeger, Huifkar en Schutters. Meestal ging het hierbij om het pils Skol. In plaats van de eigen naam vermeldde de verpakking hierbij de namen van niet-bestaande brouwerijen die ook in Breda gevestigd zouden zijn. Deze namen waren afkomstig van brouwerijen elders in het land die eerder door Oranjeboom waren overgenomen en gesloten, zoals Wertha in Weert, Phoenix in Amersfoort en Barbarossa in Groningen.

## Schaalmodel
Het biermerk Oranjeboom is ook in het klein vertegenwoordigd. De grote modelspoormerken maken dankbaar gebruikt van dit kleurrijke biermerk. De afgelopen jaren zijn er verschillende wagens voor de modelspoorbaan verschenen met het logo van Oranjeboom bier.